# Blencoe (Iowa)
Pour les articles homonymes, voir Blencoe.
Blencoe est une ville du comté de Monona, en Iowa, aux États-Unis. Elle est incorporée le 24 octobre 1891.

## Source de la traduction
- (en) Cet article est partiellement ou en totalité issu de l’article de Wikipédia en anglais intitulé « Blencoe, Iowa » (voir la liste des auteurs).